# 마리아 이사시
마리아 이사시(María Isasi, 1975년 9월 29일 ~ )는 스페인의 배우이다.